# Synagoga Jankiela Bławata w Łodzi
Synagoga Jankiela Bławata w Łodzi – prywatny dom modlitwy znajdujący się w Łodzi przy ulicy Zielonej 34.
Synagoga została zbudowana w 1903 roku z inicjatywy Jankiela Bławata. Mogła ona pomieścić 40 osób. Podczas II wojny światowej hitlerowcy zdewastowali synagogę.